# Блавенбург (Нью-Джерсі)
Блавенбург (англ. Blawenburg) — переписна місцевість (CDP) в США, в окрузі Сомерсет штату Нью-Джерсі. Населення — 287 осіб (2020).

## Географія
Блавенбург розташований за координатами 40°24′10″ пн. ш. 74°41′55″ зх. д. / 40.40278° пн. ш. 74.69861° зх. д. (40.402646, -74.698565).  За даними Бюро перепису населення США в 2010 році переписна місцевість мала площу 1,59 км², з яких 1,58 км² — суходіл та 0,01 км² — водойми.

## Демографія
Згідно з переписом 2010 року, у переписній місцевості мешкало 280 осіб у 107 домогосподарствах у складі 73 родин. Густота населення становила 177 осіб/км².  Було 115 помешкань (73/км²).
Расовий склад населення:
| - 75,4 % — білих - 19,3 % — азіатів |

До двох чи більше рас належало 5,4 %. Частка іспаномовних становила 1,4 % від усіх жителів.
За віковим діапазоном населення розподілялося таким чином: 24,3 % — особи молодші 18 років, 57,1 % — особи у віці 18—64 років, 18,6 % — особи у віці 65 років та старші. Медіана віку мешканця становила 45,0 року. На 100 осіб жіночої статі у переписній місцевості припадало 87,9 чоловіків;  на 100 жінок у віці від 18 років та старших — 87,6 чоловіків також старших 18 років.
Середній дохід на одне домашнє господарство  становив 229 870 доларів США (медіана — 181 111), а середній дохід на одну сім'ю — 270 991 долар (медіана — 208 235). 
Цивільне працевлаштоване населення становило 156 осіб. Основні галузі зайнятості: науковці, спеціалісти, менеджери — 35,3 %, освіта, охорона здоров'я та соціальна допомога — 30,1 %, фінанси, страхування та нерухомість — 26,9 %.